# 藤原小忌古曾
藤原小忌古曾（ふじわら の こぎこそ、生没年不詳）または藤原古木古曾は、平安時代の女性貴族で藤原相通の妻にあたる。夫と同様に嫥子女王と何らかの争いをしたためか、長元4年（1031年）隠岐に流罪となる。その後の消息は不明である。